# ميديو سوديو
بلدية ميديو سوديو (بالإسبانية: Medio Cudeyo)‏، هي إحدى بلديات منطقة كانتابريا, المصنفة على أنها مقاطعة أيضاً، في شمال إسبانيا.
يبلغ عدد سكانها 6.327 نسمة وفقاً لإحصائية سنة (2002).

## أعلام
- انريكي أجا